# Fatih Gül
Fatih Gül (* 3. Februar 1988 in Istanbul) ist ein türkischer Fußballspieler. Der Mittelfeldspieler steht beim Sarıyer SK unter Vertrag.

## Karriere

### Verein
Gül begann mit dem Vereinsfußball in seiner Geburtsstadt Istanbul, in der Jugend des türkischen Traditionsvereins Zeytinburnuspor. Hier erhielt er 2005 einen Profivertrag und schaffte es auf Anhieb in die Startelf.
Nach drei Spielzeiten verließ er Zeytinburnuspor und wechselte zum damaligen Drittligisten Boluspor. Hier erreichte er mit seiner Mannschaft in seiner ersten Saison durch den Sieg der Play-offs der TFF 2. Lig den direkten Aufstieg in die TFF 1. Lig. Für die Saison 2012/13 wurde er an den Zweitligisten Kartalspor ausgeliehen. In der Rückrunde dieser Spielzeit wurde er dann an den Ligarivalen Karşıyaka SK ausgeliehen.
Im Sommer 2014 wechselte Gül zum Drittligisten Yeni Malatyaspor. Mit diesem Verein erreichte er am 34. Spieltag der Saison 2014/15, dem letzten Spieltag der Saison, die Meisterschaft und damit den Aufstieg in die TFF 1. Lig. Nach diesem Erfolg wechselte er zur neuen Saison zum Viertligisten BB Erzurumspor. Mit diesem Verein stieg er in seiner ersten Saison in die TFF 2. Lig und in seiner zweiten Saison in die TFF 1. Lig auf.
Nach dem Aufstieg mit BB Erzurumspor verließ der diesen Verein und wechselte zum Drittligisten Altay Izmir.

### Nationalmannschaft
Gül spielte zweimal für die türkische U-16-Jugendnationalmannschaft.

## Erfolge
Mit Yeni Malatyaspor
- Meister der TFF 2. Lig und Aufstieg in die TFF 1. Lig: 2014/15

Mit Büyükşehir Belediye Erzurumspor
- Play-off-Sieger der TFF 2. Lig und Aufstieg in die TFF 1. Lig: 2016/17
- Meister der TFF 3. Lig und Aufstieg in die TFF 2. Lig: 2015/16